# Dálniční křižovatka Bayerisches Vogtland

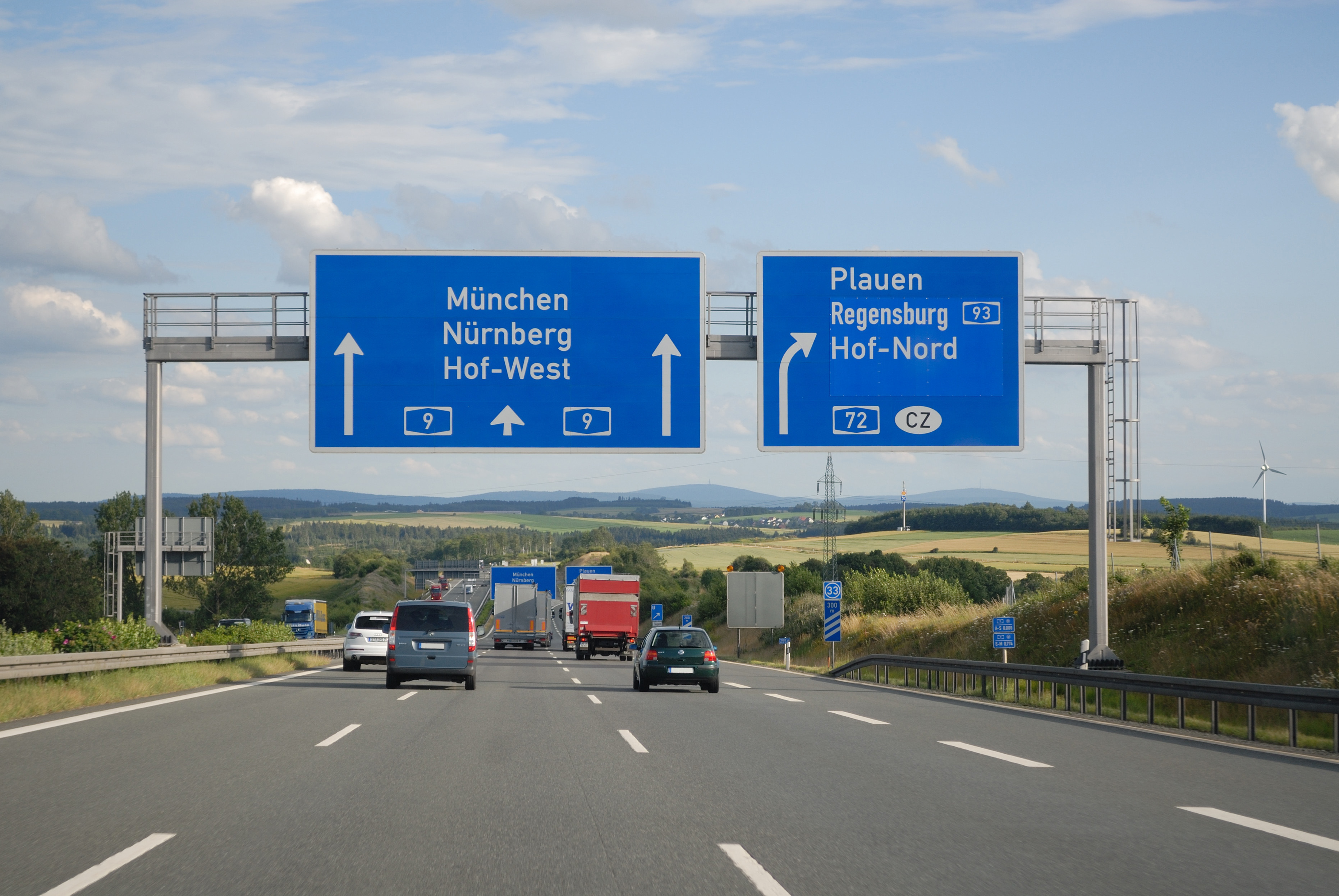
Příjezd k dálniční křižovatce ze severu po dálnici A 9.

Autobahndreieck Bayerisches Vogtland (zkráceně též Dreieck Bayerisches Vogtland; zkratka AD Bayerisches Vogtland) je křižovatka dvou německých dálnic, nacházející se ve spolkové zemi Bavorsko u města Hof. Kříží se zde dálnice A9 s dálnici A72.

## Poloha
Dálniční křižovatka se nachází na území města Selbitz a obce Köditz. Většina křižovatky se nachází na území města Selbitz (východně od její obydlené části), zatímco na území obce Köditz (západně od její obydlené části) se nachází pouze rozplet dálnice A72. Dalšími obcemi v okolí jsou Leupoldsgrün a Berg in Oberfranken. Křižovatka se nachází v Durynsko-franckém středohoří, přesněji na jižním okraji přírodní oblasti Vogtland. Poblíž dálniční křižovatky (na sever od ní) se nachází Větrný park Espich (něm. Windpark Espich) čítající 11 větrných elektráren.
Nejbližší větší města jsou Hof (asi 9 km po dálnici A72 na východ), Bayreuth (asi 50 km po dálnici A9 na jih) a Leipzig (asi 140 km po dálnici A9 na sever). Současně se nachází blízko území České republiky, neboť česko-německá hranice je od ní vzdálená asi 25 km.

## Popis
Autobahndreieck Bayerisches Vogtland je mimoúrovňová křižovatka dálnice A9 procházející severo-jižním směrem (Berlin–Leipzig–Nürnberg–München) a dálnice A72 procházející jihozápado-severovýchodním směrem (Hof–Chemnitz–Leipzig). Současně po ní prochází i evropské silnice E51 a E441. Na dálnici A9 je označena jako sjezd 33 a na dálnici A72 je označena jako sjezd 1.
Autobahndreieck Bayerisches Vogtland je tříramenná mimoúrovňová křižovatka provedená jako trojúhelníková.

## Historie výstavby
Dálniční křižovatka byla součástí již prvních plánů německé dálniční sítě vytvářených v 30. letech 20. století, neboť od počátku byla plánována jak dálnice spojující města Berlin a München (dnešní dálnice A9) tak i dálniční spojka mezi městy Hof a Chemnitz, tvořící kratší spojení mezi Bavorskem a Saskem. Její výstavba, tehdy ještě pod názvem Dálniční křižovatka Hof (něm. Autobahndreieck Hof) byla zahájena v roce 1939, avšak v roce 1942 byla přerušena.
V době přerušení výstavby však byly všechny navazující úseky dálnice A9 a dálnice A72 již zprovozněny, přičemž oba úseky dálnice A9 byly propojeny provizorní komunikací obcházející rozestavěnou dálniční křižovatku po jejím západním okraji a dálnice A72 byla provizorně ukončena na území obce Köditz u osady Heroldsgrün a svedena na spolkovou silnici B173. Zatímco dálnice A9 byla v místě dálniční křižovatky propojena přímo (byť po provizorní komunikaci), tak dálnice A72 byla s dálnicí A9 propojena jen nepřímo, tedy s nutností opustit dálnici. Z dálnice A9 se dalo na dálnici A72 najet tak, že se z dálnice A9 sjelo na sjezdu nacházejícím se 1 km severně od dálniční křižovatky a pokračovalo necelé 2 km východním směrem po spolkové silnici B173, kde se nacházelo provizorní ukončení dálnice A72. Tato objížďka byla do roku 1966 využívána i pro tranzit mezi Spolkovou republikou Německo a Západním Berlínem, neboť v té době byl poškozen hraniční dálniční most Saalebrücke a náhradní hraniční přechod se nacházel o obce Töpen na spolkové silnici B2.
Na přelomu 50. a 60. let 20. století byla výstavba dálniční křižovatky opět obnovena, pročež v roce 1966 byla zprovozněna v neúplném provedení, pouze jako tzv. rozštěpení. Byl totiž zprovozněn jen přímý směr dálnice A9 a napojení dálnice A72 pouze ve směru z jihu / na jih, tj. na Bayreuth a Nürnberg. Od dostavby ramp napojujících dálnici A72 na dálnici A9 ve směru na sever bylo v té době pro jejich mizivé využití upuštěno.
V roce 2004 byla dálniční křižovatka kvůli rozšiřování dálnice A9 ze čtyř na šest pruhů přestavěna. Přitom byly dobudovány i chybějící rampy napojující dálnici A72 na dálnici A9 ve směru ze severu / na sever, pročež od té doby lze ze všech směrů pokračovat všemi směry. Od dobudování zbývajících ramp je tedy provedení dálniční křižovatky tzv. úplný trojúhelník.

## Dopravní zatížení
V průměru projede křižovatkou 40 100 vozidel denně.